# Йео, Мишель
Мишель Йео Чу-Кхенг (англ. Michelle Yeoh Choo-Kheng, иногда англ. Michelle Khan, кит. трад. 楊紫瓊, упр. 杨紫琼, хокло Иу Цукхинг, севернокит. Ян Цзыцюн; род. 6 августа 1962, Ипох, Перак, Малайзия) — малайзийская актриса и танцовщица китайского происхождения, одна из 50 самых красивых людей мира по версии журнала People в 1997 году. Номинантка на премию BAFTA за главную женскую роль в фильме «Крадущийся тигр, затаившийся дракон», обладательница Премии Азиатской Киноакадемии за вклад в развитие азиатского кино. Лауреат премий «Оскар» (2023), «Золотой глобус» и двух наград Гильдии киноактёров США, а также номинантка на премии BAFTA и «Выбор критиков» за исполнение главной роли в научно-фантастическом фильме «Всё везде и сразу» (2022).

## Биография
Йео Чу-Кен родилась 6 августа 1962 года в Ипохе, штат Перак, Малайзия, в этнической китайской семье (отец — адвокат, мать — домохозяйка). В детстве она была очень спортивной и страстно увлекалась танцами. В возрасте четырёх лет она начала заниматься балетом. В 15 лет в сопровождении родителей она приезжает в Лондон, где её зачисляют в специальную школу-интернат. Позднее Йео поступила в Лондонскую Королевскую Академию танца, где начала заниматься балетом. После травмы позвоночника переключилась на постановку танца и другие виды искусств. По окончании Академии Йео получила степень бакалавра искусств со специализацией в области хореографии и драматургии.
В 1983 году Йео стала победительницей конкурса красоты «Мисс Малайзия», благодаря чему появилась в телевизионном рекламном ролике вместе с Джеки Чаном, что привлекло к ней внимание начинающей компании по производству фильмов D&B Films. Также она представляла Малайзию на конкурсе красоты Мисс мира 1983 года в Лондоне.
Её карьера в Гонконге началась с нескольких рекламных роликов для Чарльза Джордана (вместе с героями фильмов жанра «экшн» Джеки Чаном и Чоу Юньфатом), прежде чем ей предложили контракт на съёмки в фильме «Сова и Бамбо» (1984). Продвижением торговой марки Charles Jourdan в Гонконге занималась группа D&B, которой руководил будущий муж Йео Диксон Пун. В 1988, после своей свадьбы с Пуном, актриса оставила профессию. Однако через три года пара развелась и в 1992 году Йео снова вернулась к съёмкам. Её первым фильмом после возвращения была «Полицейская история 3» (1992), съёмки которого частично проводились в Куала-Лумпуре, Малайзия.

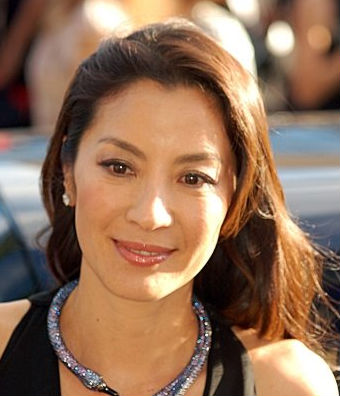
Йео на Каннском кинофестивале 2007 года

Йео начала свою карьеру в кино, снимаясь в боевиках и фильмах о восточных боевых искусствах, таких как «Героическое трио» (1993) и фильмы Юнь Вопхина «Мастер Тайцзи» и «Вин-Чун» (1994). Йео никогда специально не занималась боевыми искусствами. Выполняя различные трюки в фильмах (многие из которых были разработаны ею самой), она полагается на свою танцевальную подготовку и инструкторов на съёмочной площадке.
Сыграла главную роль — роль Вэй Линь — в фильме про Джеймса Бонда «Завтра не умрёт никогда» (1997), а также роль в фильме Энга Ли «Крадущийся тигр, затаившийся дракон» (2000), за которую получила номинацию на премию BAFTA. После этого ей предложили роль Серафима во второй и третьей частях «Матрицы», но она отказалась из-за нестыковок в расписании. Впоследствии сценаристы «Матрицы» заменили образ Серафима мужским персонажем, и эту роль получил Коллин Чоу.
В 2002 году осуществила постановку своего первого фильма на английском языке — «Прикосновение» силами своей кинокомпании «Mythical Films».
В 2005 году Йео сыграла роль гейши Мамэха в фильме-экранизации «Мемуары Гейши» и продолжила работу в англоязычном фильме «Пекло» (2007).
В 2008-м сыграла колдунью Цзы Юань в фильме «Мумия: Гробница императора драконов», а также исполнила одну из основных ролей в фантастическом боевике «Вавилон нашей эры».
В 2011 году играла в биографической драме Люка Бессона «Леди», а в 2017 — в роли Алеты Огорд в супергеройском боевике Marvel Studios «Стражи Галактики. Часть 2».

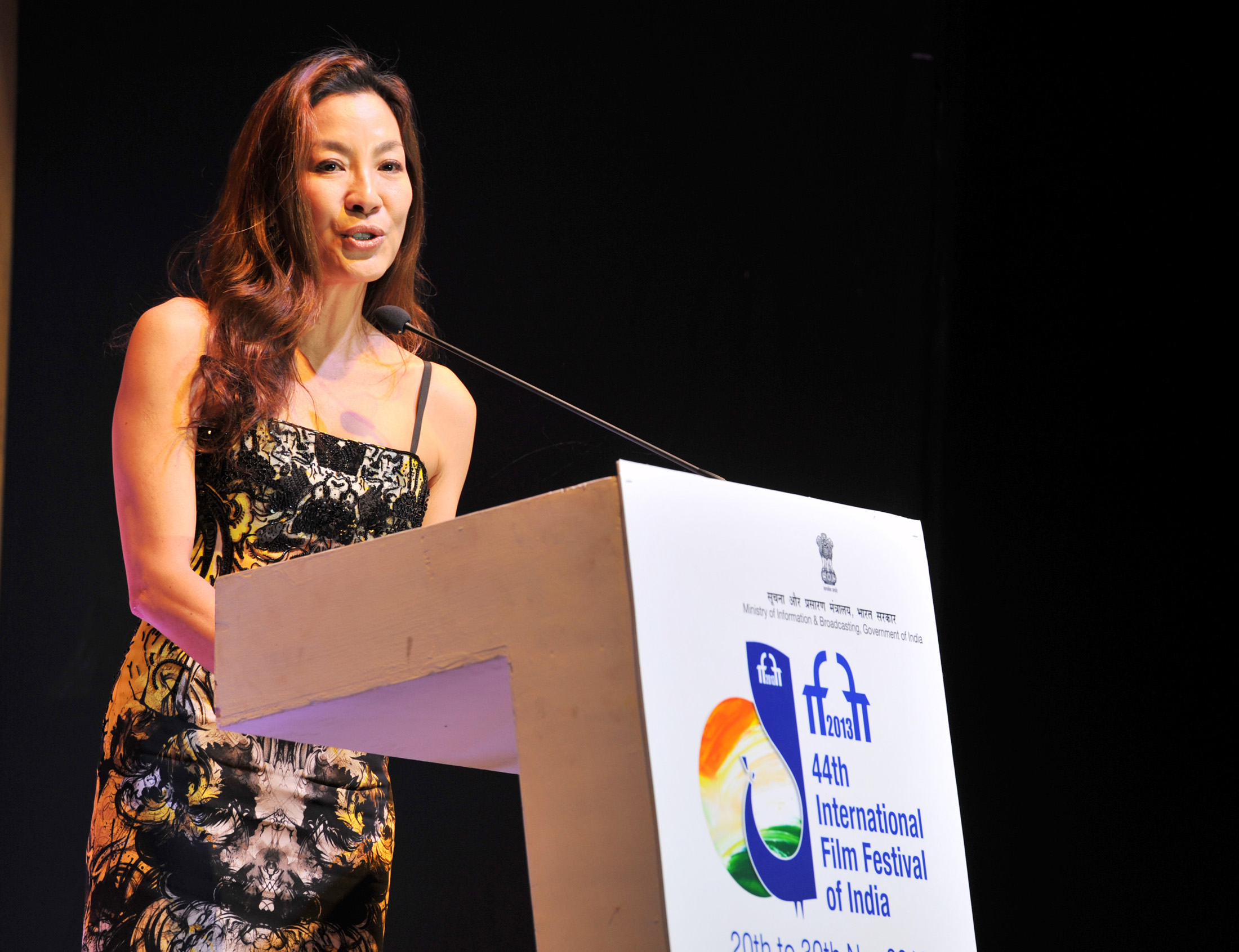
Йео на церемонии закрытия 44-го Международного кинофестиваля Индии (IFFI-2013) в Панаджи

В 2018 году состоялась мировая премьера мелодрамы «Безумно богатые азиаты», в котором Йео сыграла мать главного героя в исполнении Генри Голдинга. Картина была номинирована на «Золотой глобус» в двух категориях, в том числе как «Лучший фильм». В 2019 году актриса сыграла одну из основных ролей в мелодраме «Рождество на двоих».
В марте 2021 года вышел научно-фантастический боевик «День курка» при участии актрисы. В фильме также снялись Мел Гибсон, Фрэнк Грилло и Наоми Уоттс, в июле — приключенческий триллер «Пороховой коктейль» с Йео в роли Флоренс. В августе состоялась мировая премьера супергеройского фильма «Шан-Чи и легенда десяти колец», в котором Мишель сыграла Инь Нань:
В марте 2022 на фестивале South by Southwest впервые показали фантастическую эшкн-комедию «Всё везде и сразу» с Йео в главной роли. Картина повествует о женщине, которая обнаруживает, что существует множество других версий нашей реальности. В российский прокат фильм вышел в начале апреля. За роль в этом фильме на 95-й церемонии вручения наград премии «Оскар» (2023) Йео победила в категории лучшая женская роль, став первой актрисой азиатского происхождения, получившей эту премию в данной категории.
В конце июля 2022 года в прокат вышла анимационная экшн-комедия «Пёс-самурай и город кошек», в которой Мишель Йео озвучила Юки, оптимистичную персидскую кошку.

## Личная жизнь
С 1988 по 1992 год Йео была замужем за бизнесменом Диксоном Пуном. С 2004 года она состоит в отношениях со спортивным менеджером Жаном Тодтом. Они обручились в июле 2004 года, после двух месяцев отношений, и сочетались браком в июле 2023 года.

## Факты
- 1993 — Выпустила сольный диск «Любовь как комета» («Love Quite Like a Comet») для своего фильма «Бабочка и меч» (1993).
- 1997 — включена в список «50 самых красивых людей мира» по версии журнала «People».
- 1999 — Член жюри Берлинского кинофестиваля.
- 2002 — Член жюри Каннского кинофестиваля.
- Говорит на 3-х языках: английском, малайском и кантонском. Однако она не владеет севернокитайским, поэтому для произношения слов на севернокитайском использует пиньинь (система фонетической транскрипции). Во время работы над фильмом «Крадущийся тигр, затаившийся дракон» она пользовалась этой системой для заучивания своей роли на севернокитайском, прибегая также к помощи говорящих на этом языке членов съемочной группы.
- 2023 — избрана членом Международного олимпийского комитета.

## Признание
- 1998 — премия средств массовой информации Азии на международном кинофестивале Азии и Америки (Asian American International Film Festival).
- 2001 — премия съезда ShoWest (США) в категории «Лучшая международная звезда года».
- 2001 — 19 апреля Йео получила титул Дато (the Darjah Datuk Paduka Mahkota Perak (DPMP) от Азлан-Шаха, султана Перака — провинции, где она родилась — в знак признания той славы, которую она принесла государству[13]. Награда была присуждена в связи с празднованием 73-летия султана. Дато — почётный малайзийский титул, что-то вроде английского рыцарского звания, уступает лишь титулам Дато-Сери, Тэн Сри и Тан.
- 2002 — 25 ноября Мишель Йео получила почётное звание «За выдающийся вклад молодёжи мира» в области культурных достижений от Международной молодёжной Палаты (Junior Chamber International).
- 2007 — 23 апреля президент Жак Ширак сделал её кавалером Ордена Почётного Легиона за укрепление связей и взаимной дружбы между Францией и Малайзией. Орден был вручён ей на церемонии в Куала-Лумпуре 3 октября 2007 года[14].
- 2012 — 14 марта президент Николя Саркози вручил ей офицерский Орден Почётного Легиона[15].
- 2022 — названа иконой года по версии американского журнала Time[16].
- 2024 — Crystal Award.
- 2024 — Президентская медаль Свободы (США)[17].

## Награды и номинации
| Премия                              | Год  | Фильм                               | Категория                                   | Результат |
| ----------------------------------- | ---- | ----------------------------------- | ------------------------------------------- | --------- |
| Оскар                               | 2023 | Всё везде и сразу                   | Лучшая женская роль                         | Победа    |
| Золотой глобус                      | 2023 | Всё везде и сразу                   | Лучшая женская роль — комедия или мюзикл    | Победа    |
| BAFTA                               | 2001 | Крадущийся тигр, затаившийся дракон | Лучшая женская роль                         | Номинация |
| BAFTA                               | 2023 | Всё везде и сразу                   | Лучшая женская роль                         | Номинация |
| Выбор критиков                      | 2022 | Шан-Чи и легенда десяти колец       | Лучшая женская роль в супергеройском фильме | Номинация |
| Выбор критиков                      | 2023 | Всё везде и сразу                   | Лучшая женская роль                         | Номинация |
| Выбор критиков                      | 2023 | Всё везде и сразу                   | Лучший актёрский состав                     | Номинация |
| Премия Гильдии киноактёров США      | 2019 | Безумно богатые азиаты              | Лучший актёрский состав                     | Номинация |
| Премия Гильдии киноактёров США      | 2023 | Всё везде и сразу                   | Лучшая женская роль                         | Победа    |
| Премия Гильдии киноактёров США      | 2023 | Всё везде и сразу                   | Лучший актёрский состав                     | Победа    |
| Национальный совет кинокритиков США | 2018 | Безумно богатые азиаты              | Лучший актёрский состав                     | Победа    |
| Национальный совет кинокритиков США | 2022 | Всё везде и сразу                   | Лучшая женская роль                         | Победа    |
| Премия «Независимый дух»            | 2023 | Всё везде и сразу                   | Лучшая главная роль                         | Победа    |
| Премия «Сатурн»                     | 2001 | Крадущийся тигр, затаившийся дракон | Лучшая женская роль                         | Номинация |
| Премия «Сатурн»                     | 2018 | Звёздный путь: Дискавери            | Лучшая приглашенная актриса в телесериале   | Номинация |
| Премия «Сатурн»                     | 2023 | Всё везде и сразу                   | Лучшая женская роль                         | Победа    |

## Фильмография
| Год       |    | Русское название                                                          | Оригинальное название                                        | Роль                                                |
| --------- | -- | ------------------------------------------------------------------------- | ------------------------------------------------------------ | --------------------------------------------------- |
| 1984      | ф  | Филин против Бамбо                                                        | The Owl vs Bumbo                                             | Мисс Ён                                             |
| 1985      | ф  | Да, мадам!                                                                | Yes, Madam                                                   | инспектор Ын Локсай                                 |
| 1985      | ф  | Мои счастливые звёзды 2                                                   | Twinkle Twinkle Lucky Stars                                  | инструктор дзюдо                                    |
| 1986      | ф  | Королевские воины                                                         | Royal Warriors                                               | Мишель Ип                                           |
| 1987      | ф  | Великолепные воины                                                        | Magnificent Warriors, а.к.а Yes, Madam III                   | Фок Минмин                                          |
| 1987      | ф  | Лёгкие деньги                                                             | Easy Money                                                   | Мишель Ён Нин                                       |
| 1992      | ф  | Полицейская история 3: Суперполицейский                                   | Police Story III, a.k.a Supercop                             | Джессика Ян, директор Интерпола                     |
| 1993      | ф  | Героическое трио                                                          | The Heroic Trio                                              | Чань Сам, Женщина-невидимка                         |
| 1993      | ф  | Бабочка и меч                                                             | Butterfly & Sword                                            | Коу Кэйпхин                                         |
| 1993      | ф  | Героическое трио 2: Палачи                                                | Executioners                                                 | Чань Сам, Женщина-невидимка                         |
| 1993      | ф  | Священное оружие                                                          | Holy Weapon, a.k.a Seven Maidens, a.k.a The Seven Princesses | Мун Чхинси / Тук Кучин                              |
| 1993      | ф  | Суперполицейский 2                                                        | Once a Cop, a.k.a. Project S, a.k.a. Supercop 2              | Джессика Ян                                         |
| 1993      | ф  | Два воина                                                                 | Twin Warriors                                                | Сиулинь                                             |
| 1994      | ф  | Вин-Чун                                                                   | Wing Chun                                                    | Им Винчхёнь                                         |
| 1994      | ф  | Переполох в храме 2                                                       | Shaolin Popey 2 — Messy Temple                               | А Кин                                               |
| 1994      | ф  | Чудесная семёрка                                                          | Wonder Seven                                                 | Ин                                                  |
| 1996      | ф  | Каскадёрша                                                                | The Stunt Woman, a.k.a Ah Kam                                | А Кам                                               |
| 1997      | ф  | Сёстры Сун                                                                | The Soong Sisters                                            | Сун Айлин / Госпожа Кун                             |
| 1997      | ф  | Завтра не умрёт никогда                                                   | Tomorrow Never Dies                                          | Вэй Линь                                            |
| 1999      | ф  | Экспресс «Лунный свет»                                                    | Moonlight Express                                            | Сис                                                 |
| 2000      | ф  | Крадущийся тигр, затаившийся дракон                                       | Crouching Tiger, Hidden Dragon                               | Ю Шу Лянь                                           |
| 2002      | ф  | Искатели приключений                                                      | The Touch                                                    | Пак Инь Фэй                                         |
| 2004      | ф  | Серебряный ястреб                                                         | Silver Hawk                                                  | Лулу Вун                                            |
| 2005      | ф  | Мемуары гейши                                                             | Memoirs of a Geisha                                          | Мамэха                                              |
| 2006      | ф  | Бесстрашный (сцены с её участием не попали в окончательную версию фильма) | Fearless, a.k.a Jet Li’s Fearless, a.k.a Legend of a Fighter | Мисс Ян                                             |
| 2007      | ф  | Пекло                                                                     | Sunshine                                                     | Корасон                                             |
| 2007      | ф  | Крайний север                                                             | Far North                                                    | Сэва                                                |
| 2007      | ф  | Дети Хуанг Ши                                                             | The Children of Huang Shi                                    | Миссис Ван                                          |
| 2008      | ф  | Вавилон нашей эры                                                         | Babylon A.D.                                                 | Сестра Ребекка                                      |
| 2008      | ф  | Мумия 3: Гробница императора драконов                                     | The Mummy: Tomb of the Dragon Emperor, a.k.a The Mummy 3     | Цзы Юань                                            |
| 2010      | ф  | Власть убийц                                                              | Jianyu Jianghu                                               | Цзэн Цзин (Изморозь)                                |
| 2010      | ф  | Настоящая легенда 3D                                                      | Su Qi-Er                                                     | Юй                                                  |
| 2011      | ф  | Кунг-фу панда 2                                                           | Kung Fu Panda 2                                              | Вещунья                                             |
| 2011      | ф  | Леди                                                                      | The Lady                                                     | Аун Сан Су Чжи                                      |
| 2013      | ф  | Окончательный рецепт                                                      | Final Recipe                                                 | Джулия                                              |
| 2015      | с  | Ответный удар                                                             | Strike Back                                                  | Мэй Фостер                                          |
| 2016      | ф  | Крадущийся тигр, затаившийся дракон: Меч судьбы                           | Crouching Tiger, Hidden Dragon: The Green Legend             | Ю Шу Лянь                                           |
| 2016      | с  | Марко Поло                                                                | Marco Polo                                                   | Лотос                                               |
| 2016      | ф  | Механик: Воскрешение                                                      | Mechanic: Resurrection                                       | Мэй                                                 |
| 2016      | ф  | Морган                                                                    | Morgan                                                       | доктор Лю Ченг                                      |
| 2017—2020 | с  | Звёздный путь: Дискавери                                                  | Star Trek: Discovery                                         | капитан Филиппа Джорджиу/император Филиппа Джорджиу |
| 2017      | ф  | Стражи Галактики. Часть 2                                                 | Guardians of the Galaxy Vol. 2                               | Алета Огорд                                         |
| 2018      | ф  | Мастер Z: Наследие Ип Мана                                                | Master Z: Ip Man Legacy                                      | Цо Нган Кван                                        |
| 2018      | ф  | Безумно богатые азиаты                                                    | Crazy Rich Asians                                            | Элеонора Сунг-Янг                                   |
| 2018      | с  | Звёздный путь: Короткометражки                                            | Star Trek: Short Treks                                       | лейтенант Филиппа Джорджиу                          |
| 2019      | ф  | Рождество на двоих                                                        | Last Christmas                                               | начальница Кейт (Санта)                             |
| 2020      | ф  | День курка                                                                | Boss Level                                                   | Дай Фень                                            |
| 2021      | ф  | Пороховой коктейль                                                        | Gunpowder Milkshake                                          | Флоренс                                             |
| 2021      | ф  | Шан-Чи и легенда десяти колец                                             | Shang-Chi and the Legend of the Ten Rings                    | Инь Нань                                            |
| 2022      | ф  | Всё везде и сразу                                                         | Everything Everywhere All at Once                            | Эвелин Вонг                                         |
| 2022      | мф | Миньоны: Грювитация                                                       | Minions: The Rise of Gru                                     | мастер Чо                                           |
| 2022      | мф | Пёс-самурай и город кошек                                                 | Paws of Fury: The Legend of Hank                             | Юки                                                 |
| 2022      | ф  | Школа добра и зла                                                         | The School for Good and Evil                                 | профессор Анемона                                   |
| 2022      | с  | Ведьмак: Происхождение                                                    | The Witcher: Blood Origin                                    | Скиана                                              |
| 2023      | ф  | Призраки в Венеции                                                        | A Haunting in Venice                                         | Джойс Рейнольдс                                     |
| 2024      | ф  | Злая: Сказка о ведьме Запада                                              | Wicked                                                       | мадам Моррибл                                       |
| 2024      | ф  | Звёздный путь: Секция 31                                                  | Star Trek: Section 31                                        | Филиппа Джорджиу                                    |
| 2024      | с  | Братья Сунь                                                               | The Brothers Sun                                             | Эйлин "Мама" Сунь                                   |
| 2025      | ф  | Злая: Навсегда                                                            | Wicked: For Good                                             | мадам Моррибл                                       |
|           | с  | Бегущий по лезвию 2099                                                    | Blade Runner 2099                                            | Олуэн                                               |

## Комментарии
1. ↑  Китайский: 映南. Более корректной транскрипцией на русский язык является Ин Нань.